# Acutotyphlops infralabialis
Acutotyphlops infralabialis — вид змій родини сліпунів (Typhlopidae). Мешкає на Соломонових островах.

## Поширення і екологія
Acutotyphlops infralabialis мешкають на островах Бугенвіль, Нова Джорджія, Гуадалканал, Нггела і Малаїта в архіпелазі Соломонових островів. Вони живуть у вологих рівнинних тропічних лісах, на висоті від 50 до 400 м над рівнем моря.